# Santa Maria de Manu
Santa Maria de Manu era uma igreja de Roma que ficava localizada na Via dei Cerchi, no rione Campitelli, logo ao norte do Circo Máximo. Era dedicada a Virgem Maria e seu nome é uma referência a uma escultura de uma mão que ficava nas imediações. Aparentemente foi demolida depois de 1527 e é possível que ela esteja localizada no mesmo local onde ficava a também demolida igreja de Santa Maria dei Cerchi.

## História

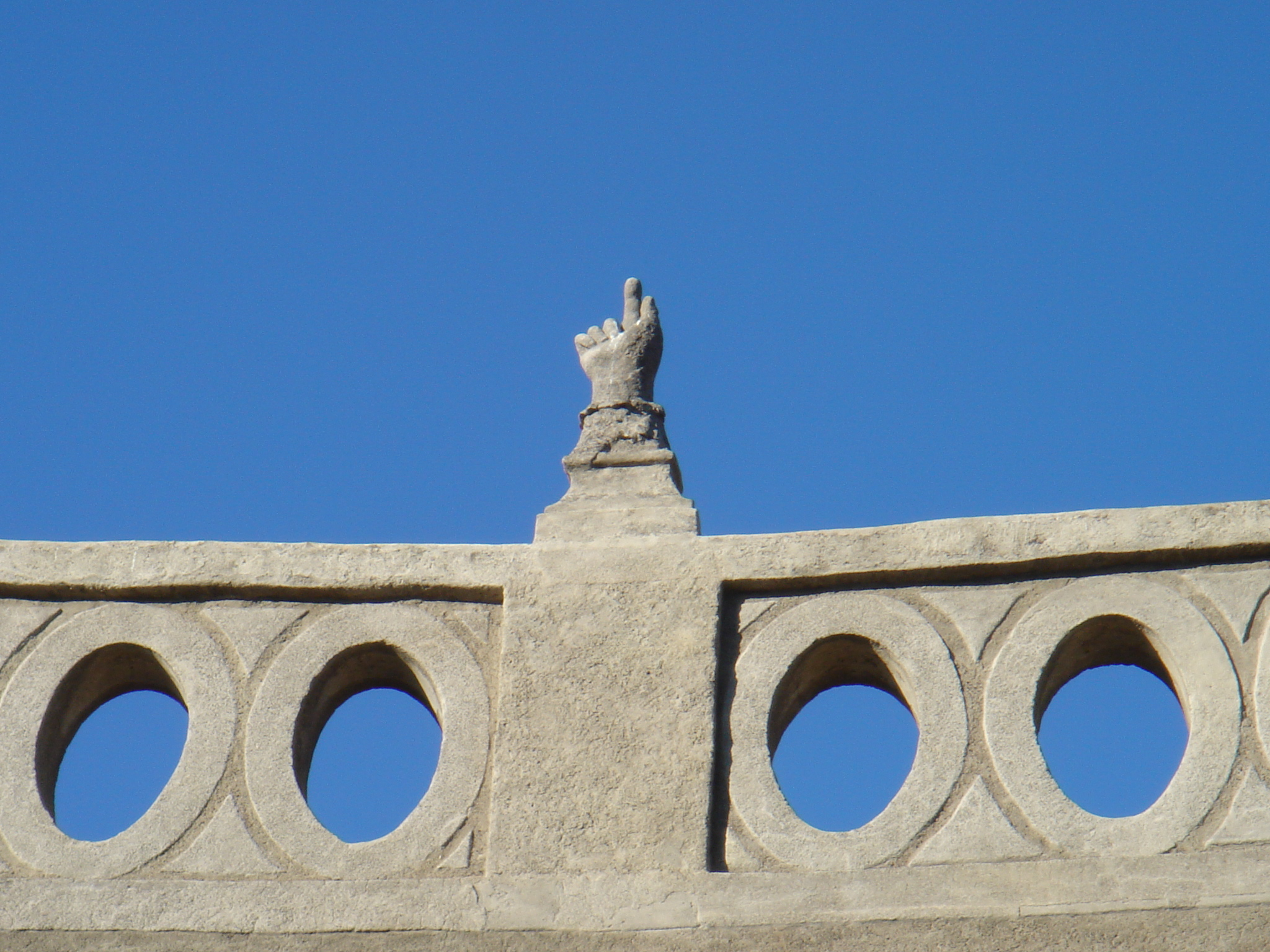
Cópia da "Mão de Cícero" no edifício barroco na Via dei Cerchi, 87.

A opinião de as duas igrejas ficavam no mesmo local foi expressada pela primeira vez pelo arqueólogo alemão Christian Hülsen e ganhou grande notoriedade apesar da falta de evidências históricas. Segundo o escritor italiano Claudio Rendina, por exemplo, eram duas igrejas distintas.
A igreja medieval foi relatada pela primeira vez em 1215 como estando na encosta do Palatino, do lado norte do antigo Circo Máximo, que na época já havia acumulado muitos sedimentos e era um local de cultivo. Para drenar a água, uma canaleta de escoamento foi escava pelo meio do terreno, a Acqua Crabra Marrana. A trilha ao longo de sua fronteira norte era uma importante rota que ligava as docas do Tibre ao Latrão através do Clivo di Scauro, o que significa que o local, apesar de rural, não era isolado. Acredita-se que uma casa de fazenda já havia se estabelecido na altura do número 125 da Via dei Cerchi e acredita-se que a igreja servisse aos moradores das imediações sob o comando do grande mosteiro de San Gregorio Magno al Celio.
O epíteto "manu" é uma referência a uma gigantesca escultura de uma mão de mármore com o indicador apontando para cima que ficava nas imediações e que era chamada pelos romanos de "Mão de Cícero" (em italiano:  la mano di Cicerone), cujo destino é desconhecido. A mão que hoje decora um edifício barroco na altura do número 87 da mesma via, antes pertencente ao Jardins Farnésios, é uma cópia em estuque. Uma lenda medieval conta que ela indicava o preço do vinho (em italiano:  "1 bajocco a fojetta"). 
A última referência a esta igreja parece ser de 1517 e presume-se que a igreja foi abandonada depois do saque de Roma em 1527. Depois desta época, a região do Circo passou a ser intensamente cultivada e o local foi subdividido em diversos sítios de diferentes proprietários. Em 1587, as últimas ruínas visíveis do Circo foram enterradas quando o papa Sisto V melhorou as ruas do local para permitir que os dois obeliscos que decoravam a espina do Circo fossem removidos.